# Скерешево (Великопольське воєводство)
Скерешево (пол. Skiereszewo) — село в Польщі, у гміні Ґнезно Гнезненського повіту Великопольського воєводства.
Населення — 284 особи (2011).
У 1975-1998 роках село належало до Познанського воєводства.

## Демографія
Демографічна структура станом на 31 березня 2011 року:
|          | Загалом | Допрацездатний вік | Працездатний вік | Постпрацездатний вік |
| -------- | ------- | ------------------ | ---------------- | -------------------- |
| Чоловіки | 137     | 31                 | 100              | 6                    |
| Жінки    | 147     | 34                 | 95               | 18                   |
| Разом    | 284     | 65                 | 195              | 24                   |